# Hrabstwo Spencer (Kentucky)
Hrabstwo Spencer – hrabstwo w USA, w stanie Kentucky. Według danych z 2010 roku, hrabstwo zamieszkiwało 17061 osób. Siedzibą hrabstwa jest Taylorsville.

## Miasta
- Elk Creek (CDP)
- Taylorsville